# Кривцова-Гракова Ольга Олександрівна
Ольга Олександрівна Кривцова-Гракова (нар. 24 вересня (6 жовтня) 1895, Одеса, Російська імперія — пом. 19 лютого 1970, Москва, РРФСР, СРСР) — радянський археолог, кандидат історичних наук, фахівець у галузі первісної археології, багаторічний співробітник Державного історичного музею в Москві та Інституту Археології АН СРСР.

## Життєпис
Народилася 6 жовтня 1895 р. в Одесі в родині професора Новоросійського, згодом Юр'ївського університету. У 1915 р. поступила на Бестужевські курси, звідки перевелася в 1920 році до Московського університету. Навчалася у професора Василя Олексійовича Городцова. Після закінчення університету в 1922 році стала співробітником Історичного музею, де пропрацювала понад 30 років. З 1944 до 1959 року одночасно працювала на посаді старшого наукового співробітника сектору неоліту та бронзи Інституту Археології АН СРСР.

### Родина
- Чоловік — Граков Борис Миколайович (1899—1970) — радянський археолог, широко відомий фахівець зі скіфо-сарматської та античної археології, керівник Степової скіфської експедиції Московського державного університету, доктор історичних наук, професор Московського державного університету[2].

## Наукова діяльність
Кривцова-Гракова провела близько 15 експедицій, розкопуючи поселення та могильники бронзової доби. У 1926, 1928 та 1929 рр.. вона очолювала експедиції Державного історичного музею в Пензенську, Іванівську та Владимирську області. Тоді було досліджено Горкінський могильник фатьянівської культури та стоянки зрубної культури біля сіл Мокшан та Пустинь. Після цього проводила польові роботи у Казахстані та Нижньому Подніпров'ї. У Кустанайській області у 1930—1938 pp. вона досліджувала комплекс андронівської культури — поселення, могильник та жертовне місце біля села Олексіївки, а 1948 р. розкопала тут іншу андроновську пам'ятку — Садчиківське поселення. В Україні Кривцова-Гракова у 1937 та 1938 роках брала участь у розкопках курганів біля Нікополя, у 1947 вивчала два поселення рубежу бронзової та залізної доби — на Білозерському лимані. У 1945 році продовжила роботи Віктора Смоліна на Абашівському могильнику в Чувашії.
Кривцова-Гракова розробила методику вивчення великих напівземлянкових стовпових жител кінця бронзової доби, яка застосовувалася багатьма іншими радянськими археологами. Обробляючи та публікуючи здобуті колекції, вона проводила класифікацію та систематизацію матеріалів бронзової доби СРСР, паралельно вивчаючи численні колекції Державного історичного музею та інших музеїв. У результаті з'явилися перша докладна публікація комплексу Бородінського скарбу, статті про генетичний зв'язок ямної та катакомбної культур, про періодизацію та хронологію фатьянівських могильників.
Кривцова-Гракова впорядкувала колосальні колекції, що накопичувалися роками в Державному історичному музеї, з пам'ятників III—II тисячоліть до н. е., вона розробила принципи показу цих матеріалів у залах музею. У період евакуації Московського університету в Ашхабад та Свердловськ Ольга Олександрівна виконувала обов'язки доцента Історичного факультету та читала на кафедрі археології лекції з бронзової доби.

## Основні праці
- Абашевский могильник (раскопки 1945 г.) // Краткие сообщения Ин-та истории материал. культуры. Москва;
- Ленинград, 1947. Вып. 27; Бессарабский клад // Тр. Гос. истор. музея. Москва, 1949. Вып. 13;
- Степное Поволжье и Причерноморье в эпоху поздней бронзы // Мат. и исследования по археологии СССР. Москва; Ленинград, 1955. № 46.